# 945 Madison Avenue
945 Madison Avenue, también conocido como el Breuer Building, es un edificio-museo en el Upper East Side de Manhattan, Nueva York. La estructura diseñada por Marcel Breuer fue construida entre 1964 y 1966 como la tercera sede del Museo Whitney de Arte Estadounidense. Este se mudó en 2014, tras casi 50 años en el edificio. En 2016, fue arrendado al Museo Metropolitano de Arte y se convirtió en el Met Breuer, que cerró en 2020. El edificio alberga actualmente el Frick Madison, una galería temporal de la Colección Frick programada para un período de dos años que comenzó en marzo de 2021. No hay planes públicos para el edificio después de que expire el contrato de arrendamiento del Met en 2023.
El edificio de cinco pisos ocupa una parcela aproximadamente cuadrada en Madison Avenue y la calle 75. De estilo brutalista o modernista, tiene caras exteriores de granito abigarrado y hormigón a la vista. Presenta a su vez formas angulares marcadas, que incluyen pisos en voladizo que se extienden progresivamente sobre su entrada, asemejándose a un zigurat invertido. El diseño fue controvertido aunque alabado por críticos notables en su inauguración y desde entonces se ha consolidado como un referente en la arquitectura. El edificio es una propiedad que contribuye al Distrito Histórico del Upper East Side y es también un distrito histórico nacional.

## Sitio

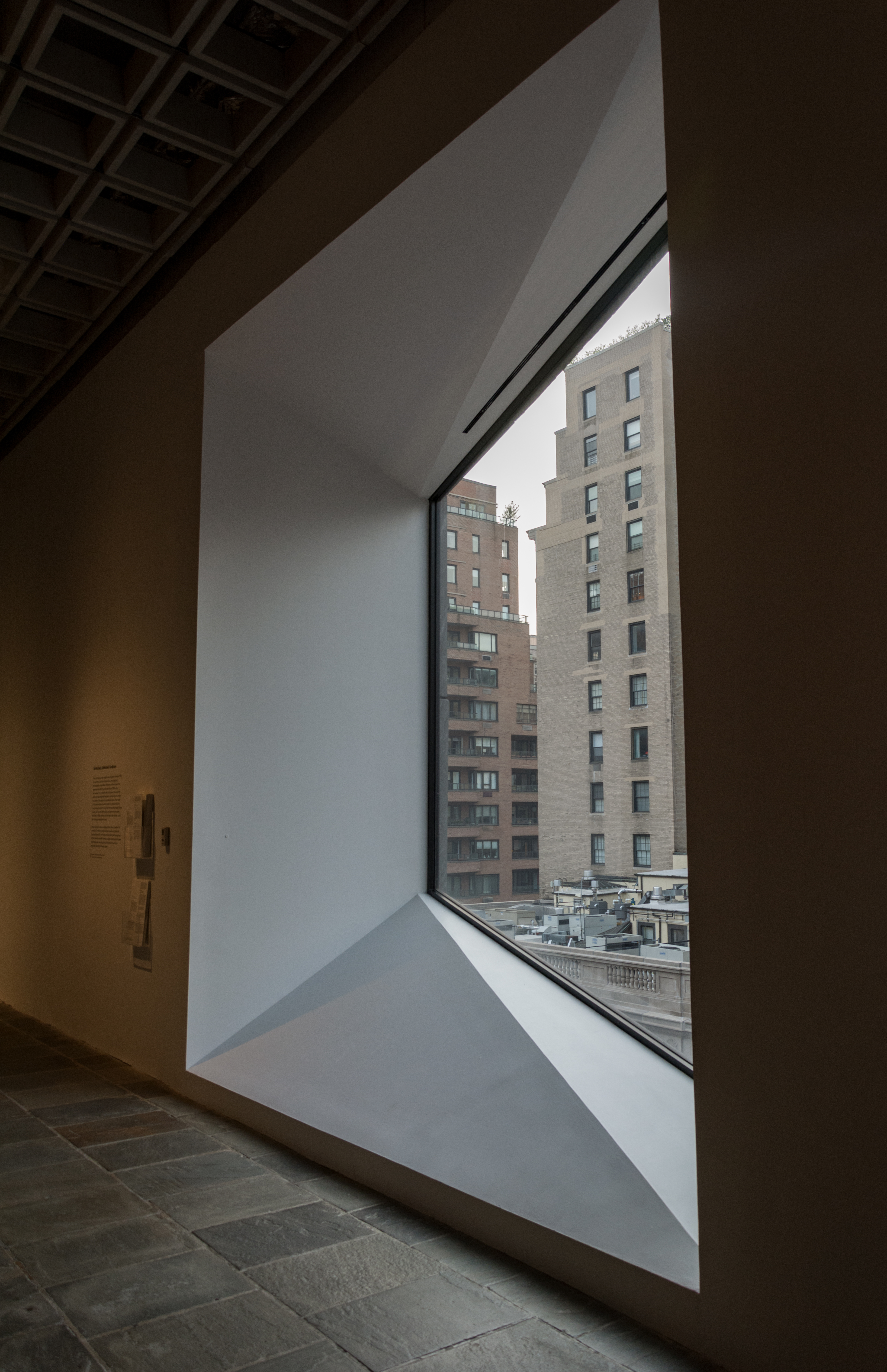
Ventana a Madison Avenue

Oocupa la esquina sureste de la intersección de Madison Avenue y 75th Street. Se considera que la propiedad está dentro del vecindario de Lenox Hill dentro del Upper East Side, una cuadra al este de Central Park. El sitio del edificio original mide 32 por 38 m, y ocupa 1214 m².
En el sitio había seis casas adosadas de 1880, como las que actualmente lo rodean; : 767, n.p.  las cuales fueron demolidas antes de que el museo comprara el sitio. Este estaba en una elegante zona residencial antes de la Segunda Guerra Mundial; en la Posguerra esta adquirió nuevos apartamentos de lujo y marchantes de arte, convirtiéndose en el "centro de galerías de Nueva York". Se convirtió en un área comercial de lujo a mediados de los años 2010, rodeada de tiendas de marcas de moda globales, condominios de lujo y una gran Apple Store. Los cambios del sitio del siglo XXI se atribuyen en parte al desarrollo impulsado por la apertura del Met Breuer en 2016.

## Diseño

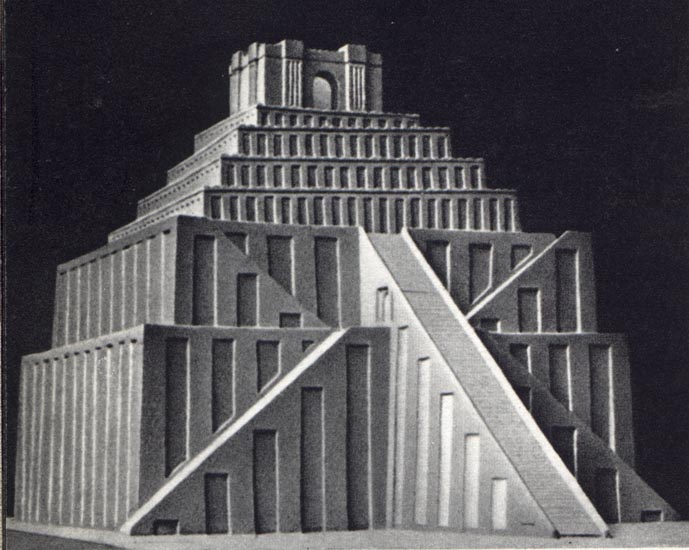
Modelo del zigurat sumerio Etemenanki, basado en la estela de la Torre de Babel

945 Madison Avenue fue diseñado por Marcel Breuer & Associates – principalmente el propio Breuer y su socio Hamilton P. Smith. Michael H. Irving fue el arquitecto consultor y Paul Weidlinger el ingeniero estructural. El trabajo fue el más importante en Nueva York para Breuer, y uno de los más importantes de su carrera. Fue su primer encargo de museo, y su primer y único trabajo restante en Manhattan. : 123  : 4  Breuer fue originalmente un estudiante de la Escuela de la Bauhaus, aunque más tarde se convirtió en una de las principales figuras del brutalismo. : 6 
Las fuentes describen de diversas formas el estilo arquitectónico del edificio como brutalista o como parte del movimiento moderno más amplio. Ha sido descrita como una estructura brutalista debido a su forma pesada, maciza, poco atractiva y similar a un búnker, y también debido a su uso de hormigón en bruto expuesto. : 6  Declaraciones notables que apoyan la arquitectura brutalista del edificio provienen de Ada Louise Huxtable en 1966 y del Atlas of Brutalist Architecture de Phaidon, publicado en 2018. El Museo Metropolitano de Arte desalentó la asociación con el argumento que Breuer nunca se asoció con el brutalismo, y que el edificio tenía un espectro de colores colorido, pero sutil, y que en general se suponía que atraería a los visitantes. Sarah Williams Goldhagen describió el uso del hormigón en el edificio como menos una estética que una posición. Goldhagen declaró que los arquitectos progresistas en ese momento tenían que elegir entre usar acero y vidrio u hormigón armado, generalmente adhiriéndose a uno u otro. El acero y el vidrio comenzaron a asociarse con los edificios comerciales y la producción en masa, mientras que el concreto daba la impresión de monumentalidad, autenticidad y antigüedad.
El diseño general se ha comparado con un zigurat invertido, al menos desde 1964; Progressive Architecture lo comparó con la pirámide escalonada de Zoser en Egipto. El edificio fue diseñado en el espíritu del cercano Museo Guggenheim – otro hito artístico único creado por un arquitecto de renombre, completado siete años antes. El Guggenheim también tenía su forma básica proveniente de un zigurat volcado, como declaró su arquitecto Frank Lloyd Wright en una entrevista de 1945 en Time. Los críticos de arquitectura lo notaron, llamando al Whitney un "Guggenheim cuadrado". : 8  Breuer diseñó el edificio en respuesta a deseos específicos del Whitney Museum – una identidad única e inconfundible, un edificio que expresa la personalidad de su institución. : 121–2 
El edificio de cinco pisos, como se declaró en 1964, contrarresta la gravedad, así como la uniformidad, la mala iluminación, el espacio abarrotado y la falta de identidad (la mayoría de los cuales eran problemas para los espacios anteriores de Whitney). Utiliza materiales "cercanos a la tierra" que envejecen con el tiempo, con la intención de expresar la edad de manera hermosa. Breuer eligió granito grueso, pisos de pizarra dividida, puertas y accesorios de bronce y madera de teca.

### Exterior

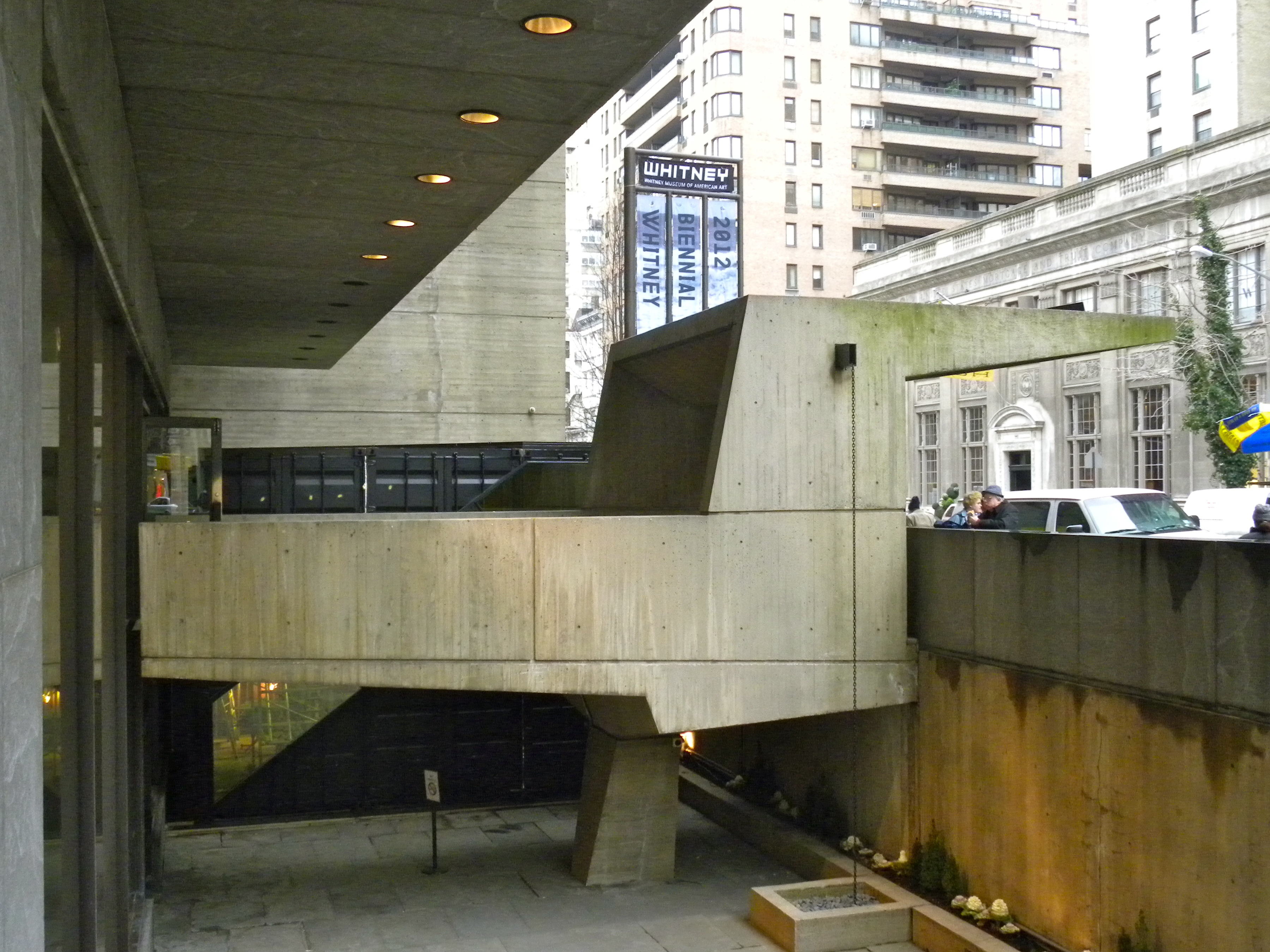
Entrada del puente desde la Avenida Madison

El exterior contrasta con el paisaje urbano de la Avenida Madison. Utiliza hormigón armado con revestimiento de granito gris jaspeado. La estructura incluye una fachada en voladizo en escalones progresivos que eclipsa el frente de la calle Madison Avenue. Breuer afirmó que los pisos en voladizo ayudan a recibir a los visitantes antes de que ingresen al edificio del museo. La entrada de Madison Avenue también cuenta con un pasillo o patio de piedra hundido.  Sobre el camino de acceso hay un puente de concreto con dosel hacia el vestíbulo del edificio, comparado con un portal y una escultura de Architectural Forum.
La mayor parte del edificio está revestida con granito gris oscuro, con vetas blancas que se asemejan al humo rizado. Hay 1500 losas de piedra, cada una con un peso de 500 a 600 libras. El lado oeste del nivel inferior y la planta baja está casi completamente revestido de vidrio.  Además de esto, el edificio carece en general de ventanas. La mayoría de las ventanas del piso superior son simplemente decorativas y están destinadas a prevenir la claustrofobia. Estas ventanas trapezoidales sobresalen de las paredes exteriores y parecen puestas al azar. Están colocadas en ángulos de 20 a 25 grados, apuntando en dirección opuesta a la trayectoria del sol para evitar que la luz directa entre al edificio. La fachada de Madison Avenue solo tiene una única ventana de este diseño, un panel ciclópeo de gran tamaño. : 125 
Los muros norte y sur son portantes; las paredes son todas de hormigón armado. Las medianeras, en los lados sur y este del edificio, son enormes muros salientes de hormigón armado sin adornos y en bruto, separados y distintos del resto más elegante del exterior. Las paredes norte y oeste originalmente formaban un parapeto en el quinto piso, ocultando el espacio de oficinas con ventanas del edificio de la vista de la calle al tiempo que traían luz al espacio.

### Interior

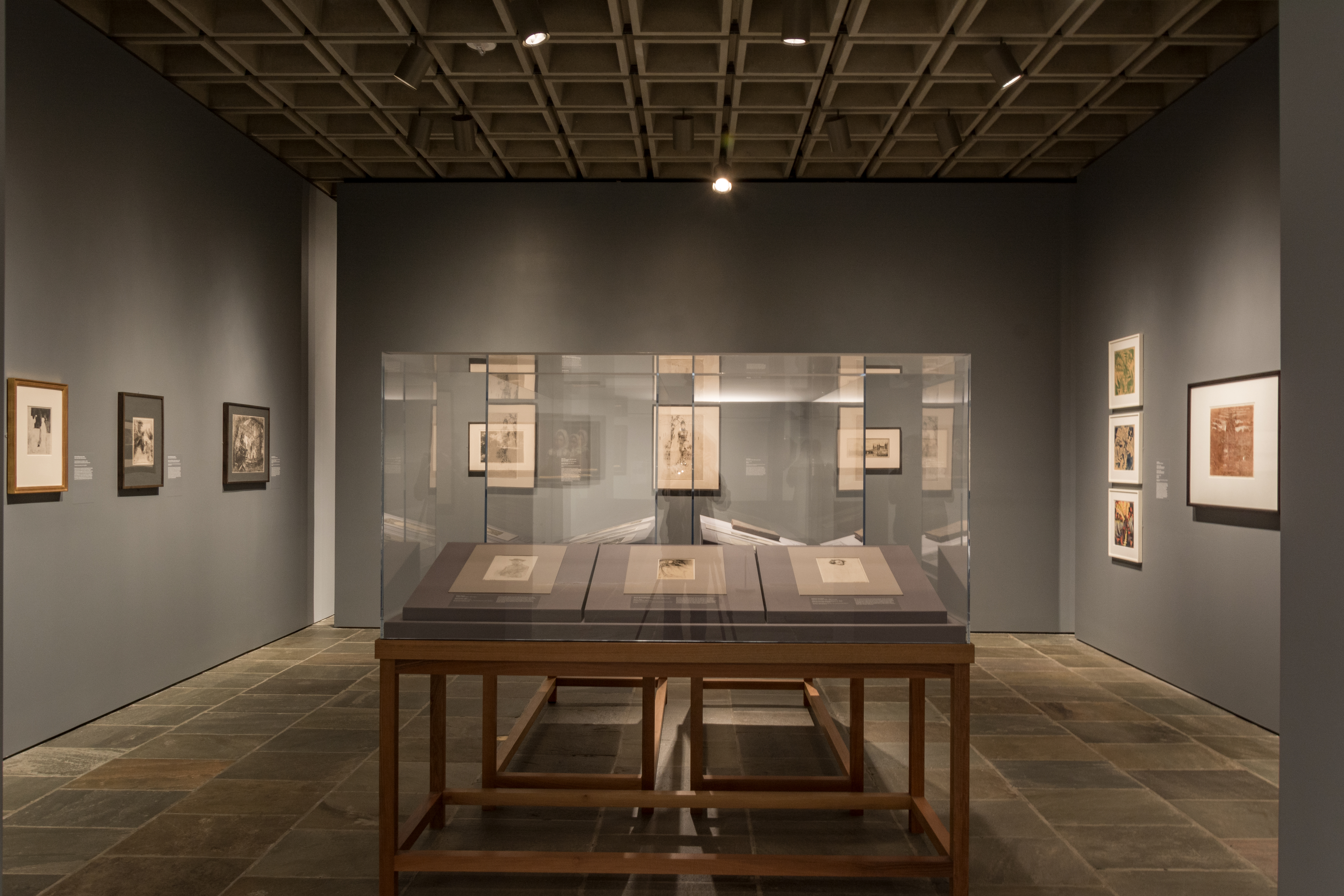
Un espacio de galería interior

El edificio originalmente tenía 7138 m² de espacio interior. Solo unos 2787 m² estaban destinados al espacio de exposición; el resto fue para oficinas, almacenamiento, salas de reuniones, biblioteca, laboratorio de restauración, escaleras, ascensores y otros espacios.
El edificio fue diseñado con un interior de color tierra, utilizando hormigón, piedra azul y bronce aceitado. Los pisos son de baldosas de piedra azul; las paredes son blancas, grises o con revestimiento de granito y relativamente en blanco, lo que permite mucho espacio para colgar cuadros. Los techos utilizan una rejilla suspendida de arcas de hormigón, especialmente diseñadas con rieles para permitir tabiques móviles. Las alturas de los techos varían; el segundo y tercer piso mide 4 m, mientras que el cuarto piso mide 5,4 m.
Como se diseñó inicialmente, el edificio tenía un vestíbulo, un guardarropa, una pequeña galería y un muelle de carga en el primer piso. El segundo, tercer y cuarto pisos se dedicaron al espacio de la galería, cada uno progresivamente más grande que el espacio debajo de él. Las oficinas administrativas estaban en el quinto piso y un gran ático mecánico actuaba como sexto piso. Los pisos inferiores fueron diseñados para una galería de esculturas y un patio, una cocina y un comedor y un almacenamiento. Si bien el espacio de exposición se dejó relativamente vacío en la inauguración del museo, su espacio de galería permanente hizo uso de alfombras, revestimientos de paredes tejidos y muebles cómodos para hacer que el espacio sea más íntimo. Mientras operaba como el Met Breuer, los espacios interiores en el segundo y tercer piso se dividieron en varias salas de galería, comprometiendo el diseño original de grandes espacios abiertos.
La escalera del edificio es una "escultura funcional", que cambia gradual y sutilmente en dimensiones y proporciones entre los pisos, aunque los materiales son consistentes en todas partes.
La iluminación fue diseñada para ser casi completamente artificial, con solo unas pocas ventanas, en ángulo para evitar que entre la luz solar directa. Las luces eran de Edison Price y colgaban de los techos de rejilla de hormigón – tanto con iluminación puntual como indirecta.

#### Vestíbulo

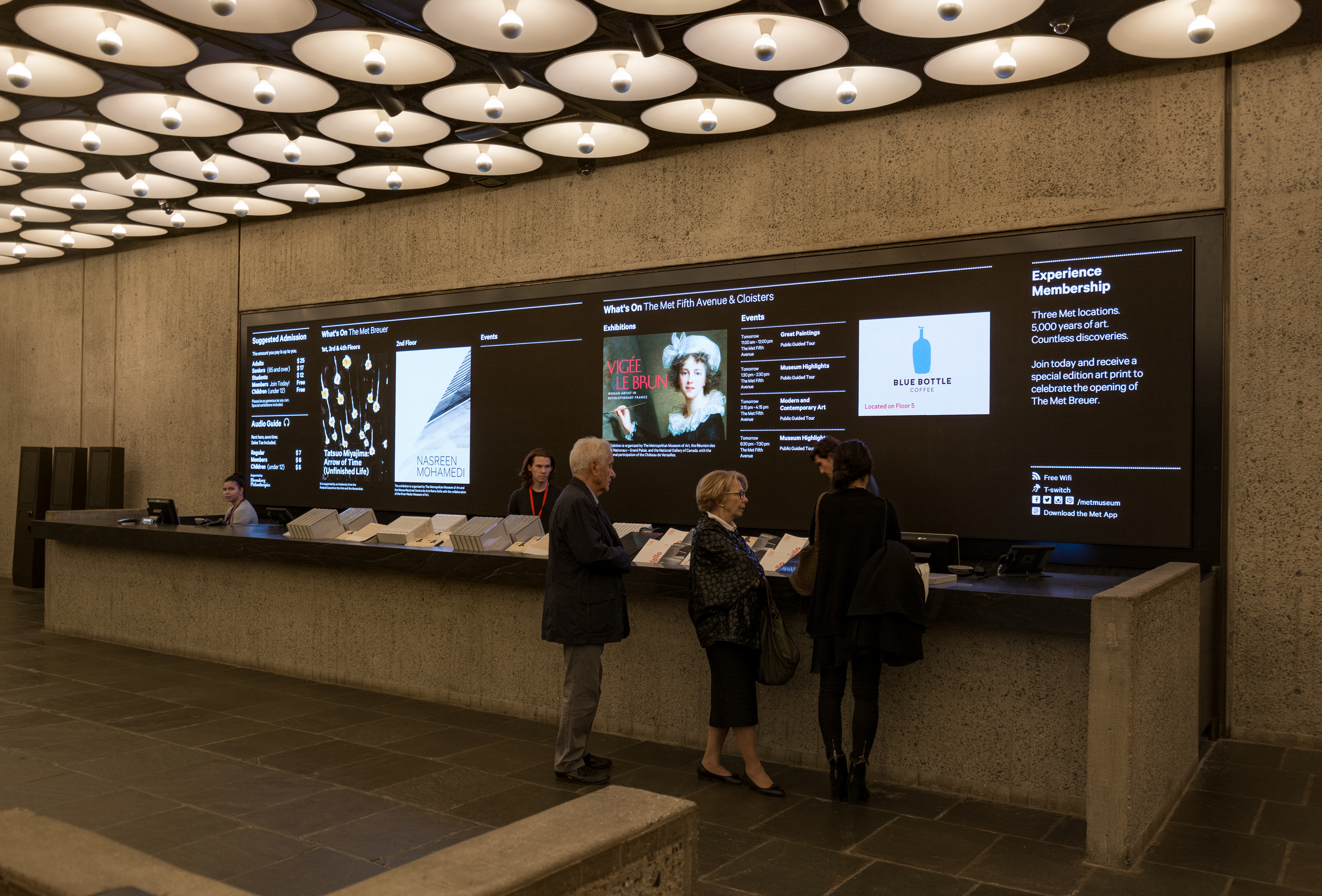
La recepción del vestíbulo y el muro LED multimedia

El vestíbulo tiene un mostrador de información, un guardarropa y espacios de espera. Su techo está ocupado por luminarias circulares blancas, cada una con una única bombilla de punta plateada desnuda. El interior es rico en materiales –granito, madera, bronce y cuero, aunque de color apagado. Los muros de hormigón en el vestíbulo son abujardado, y enmarcado por bordes lisos.
El vestíbulo, renovado ampliamente en preparación para la inauguración del Met Breuer, también se eliminó una estructura de tienda de regalos poco original... La sala ahora cuenta con una pared multimedia LED negra mate de 23 pies de largo, una pantalla de televisión para indicar precios, exhibiciones y otra información.

#### Espacio comedor

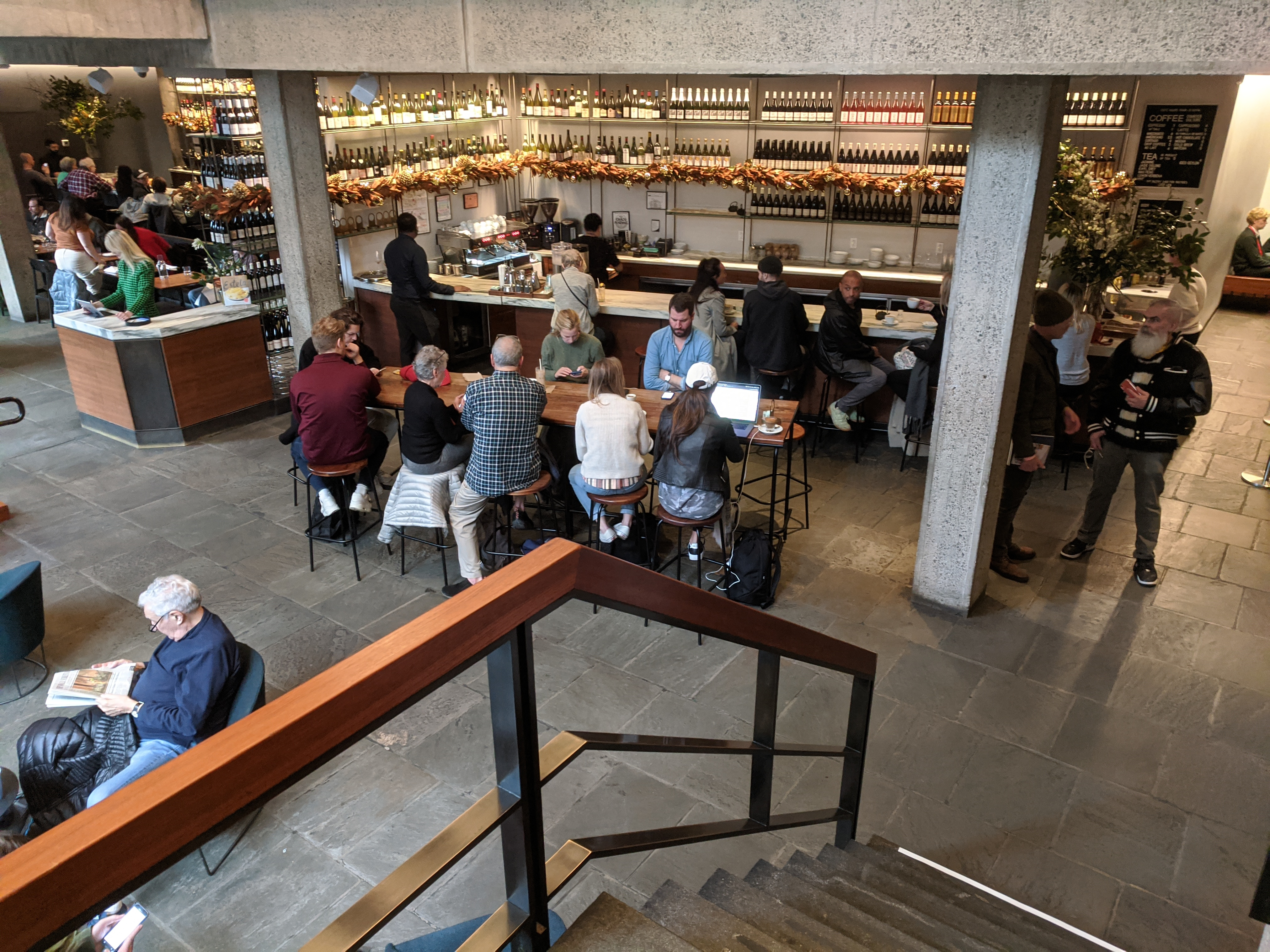
Flora Bar, 2020

El Breuer Building tiene un espacio de comedor de nivel inferior que ha visto a numerosos inquilinos. En 2011, el restaurador neoyorquino Danny Meyer abrió el restaurante Untitled, que se mudó junto con Whitney al Bajo Manhattan en 2015. El restaurante cerró permanentemente en 2021.
Durante la operación de 945 Madison como Met Breuer, inicialmente albergó una cafetería emergente Blue Bottle Coffee en el quinto piso. Más tarde albergó el restaurante Flora Bar (conocido antes de abrir como Estela Breuer) en su nivel inferior y patio de esculturas hundido. Fue operado por los restauradores Ignacio Mattos y Thomas Carter, y fue aclamado por la crítica (con dos estrellas de The New York Times), aunque obstaculizado por noticias de un ambiente laboral tóxico. El espacio fue renovado en la inauguración del Met Breuer a un costo estimado de 2 millones de dólares. El restaurante y el museo cerraron durante la pandemia de COVID-19, y en febrero de 2021 se anunció que el restaurante no volverá a abrir cuando la galería Frick abra en marzo. Una cafetería con platos ligeros y refrigerios, operada por Joe Coffee, operará en el espacio durante la tenencia de Frick.

## Historia

### 1964 – 2014: Museo Whitney

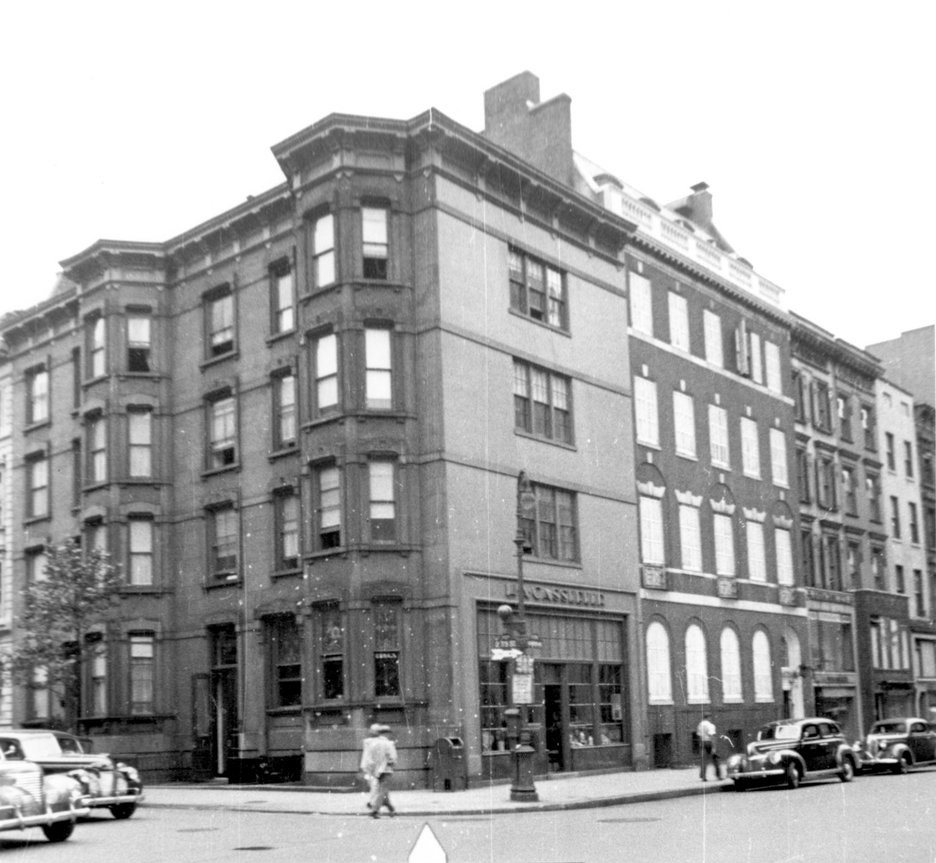
Sitio en Madison y 75 en los años 1940

El Museo Whitney se fundó para albergar alrededor de 700 obras de arte estadounidense, después de que Gertrude Vanderbilt Whitney ofreciera 500 de las obras al Museo Metropolitano de Arte, que las rechazó. Entonces Whitney decidió formar su propio museo de arte en 1929. La primera casa del Museo Whitney en 8 West 8th Street, que se abrió al público en 1931, rápidamente se volvió inadecuada. : 824  El Whitney se mudó a su segunda ubicación, un anexo del Museo de Arte Moderno (MoMA) en 22 West 54th Street, en 1954; esto también fue insuficiente para las necesidades del museo. : 824, 826 
El Whitney comenzó a buscar sitios para un nuevo edificio de museo en 1958, que sería tres veces más grande que las instalaciones existentes. : 826  En los años 1960, la junta de Whitney se abrió más allá de la familia Whitney y los asesores cercanos (agregando miembros, incluida la primera dama Jacqueline Kennedy). : 122–23  Los nuevos miembros deseaban hacer coincidir el Whitney con otros museos importantes de la ciudad. El Guggenheim había construido un nuevo museo en 1959 y el MoMA se expandió en 1951 y 1964. La junta solicitó a Breuer que diseñara el nuevo museo en 1961.  : 122–23  Breuer fue elegido cuando él y Louis Kahn presentaron ideas; los dos fueron elegidos previamente entre cinco arquitectos radicales que carecían de obras públicas importantes en Nueva York. El nuevo edificio sería asertivo y experimental, un ícono reconocible que desafiaría el sitio casi anónimo que Whitney había dejado, a la sombra del MoMA.  : 123  El Breuer Building fue la tercera casa del museo, y en ocasiones se consideró su primera ubicación permanente. La instalación triplicó el espacio del Whitney y agregó una biblioteca y un restaurante. 
A principios de 1963, el Whitney identificó un sitio en Madison Avenue y 75th Street en el Upper East Side para el nuevo edificio del museo. : 826  El sitio fue ocupado anteriormente por seis casas adosadas de 1880 como las que lo rodean; : 767, n.p.  eran propiedad del constructor y coleccionista de arte Ian Woodner, quien los demolió antes de que el museo comprara la propiedad. Había considerado el sitio para una torre de apartamentos, pero el proyecto no llegó a buen término, lo que provocó la venta del terreno a Whitney. : 826  : 123  El Whitney eligió el sitio porque estaba a medio camino entre el Met, Guggenheim, MoMA y el Museo Judío, en un área que se llenaba de galerías de arte privadas. La decisión de adquirir el lote se anunció públicamente en junio de 1963, : 826  mientras que los planes de Breuer se anunciaron públicamente en diciembre. : 826 
El edificio fue diseñado en 1963 y construido entre 1964 y 1966. El museo tenía un costo estimado de 3 a 4 millones de dólares en 1964, aunque terminó costando 6 millones. Se inauguró el 28 de septiembre de 1966, en un evento con Jackie Kennedy, quien había sido fideicomisario del Whitney desde 1963.  En un evento de vista previa para miembros la noche anterior, el museo recibió cuatro advertencias por teléfono de una bomba en el edificio. Un registro policial no encontró nada. A la vista previa también asistieron Kennedy, junto con la familia Whitney, los arquitectos y los miembros de la junta y el personal del museo.
El primero de los eventos de la Bienal de Whitney tuvo lugar en 1973 en el Breuer Building. Este primer evento llenó el museo con 221 obras de artistas. La Bienal más memorable también fue la de 1993, a cargo de la curadora Elisabeth Sussman, que mostró trabajos relacionados con la raza, el género, la sexualidad, el SIDA y cuestiones socioeconómicas. Las críticas fueron antagónicas en ese momento, aunque la exposición más tarde demostró ser influyente.

#### Propuestas de expansión
La institución se enfrentó a problemas de espacio durante décadas, provocando varios museos satélites y espacios de exhibición en las décadas de 1970 y 1980. El Whitney consideró un número significativo de propuestas de expansión para el Breuer Building, una proporción inusual en comparación con lo que realmente se construyó. Cinco arquitectos diferentes (incluidos tres ganadores del Premio Pritzker) proporcionaron un total de ocho propuestas; en realidad, solo se construyó un diseño modesto. : 120  Las expansiones fueron impulsadas por el aumento de multitudes en los últimos años. Se creía que el edificio funcionaba bien con 1000 visitantes por día, aunque llegaría de tres a cinco mil en los días más ocupados. Por lo tanto, el Whitney adquirió cinco edificios de piedra rojiza al sur de la calle 74, y Breuer diseñó paneles eliminatorios en las paredes exteriores de cada piso, con planes para una eventual expansión.  : 127 
En 1978, los fideicomisarios de Whitney consideraron una expansión de la torre de 35 pisos hacia el sur del edificio, en medio de los planes para el museo-condominio del MoMA "Museum Tower". El plan permitiría a los constructores italianos crear una lujosa torre de uso mixto con galerías Whitney en sus pisos inferiores. El diseño de high-tech propuesto fue creado por los británicos Norman Foster Associates y Derek Walker Associates. : 128  El proyecto se canceló cuando se señaló que las restricciones de altura harían que el desarrollo de uso mixto no fuera rentable. La siguiente propuesta de expansión fue de Michael Graves, anunciada por primera vez en 1981, tres meses después de la muerte de Breuer. La primera propuesta llegó en mayo de 1985, revisada en 1987 y 1988. Las adiciones posmodernas de Graves fueron fuertemente condenadas por su volumen y por no armonizar con el edificio existente.  : 130–32  La primera propuesta polarizadora fue recibida con una petición contra el diseño, firmada por IM Pei, Isamu Noguchi y otros 600 profesionales del arte y la arquitectura. La esposa de Breuer, Constance, y su socio arquitecto, Hamilton Smith, también se opusieron al diseño, prefiriendo que se derribara el trabajo de Breuer.  : 134  Ciertos críticos llevaron a la junta de Whitney a solicitar la revisión de 1987, y su revisión final tampoco fue del agrado. Su principal defensor, el director Thomas Armstrong III, renunció en 1990 antes de que comenzara el proceso de aprobación de la tercera revisión.  : 136, 139 
La junta del Whitney todavía deseaba una expansión, aunque ahora apuntaba a un cambio casi imperceptible. El museo compró casas adosadas circundantes (cinco en Madison, dos en la 74 y un edificio de dos pisos entre los dos conjuntos). : 142  La junta del museo contrató a Gluckman Mayner Architects para realizar una renovación en dos fases de 135 millones de dólares, que se extiende desde 1995 hasta 1998. La expansión implicó la renovación de tres casas adosadas para crear espacio para oficinas, conectándolas con el museo a través de los paneles eliminatorios de Breuer. Se construyó una nueva biblioteca de dos pisos en un patio trasero. Las terrazas del quinto piso del Breuer Building se cerraron y el piso se convirtió en espacio de galería. El edificio también se limpió a fondo y se le dieron nuevos sistemas de HVAC. Se hizo que el trabajo pareciera invisible – las nuevas galerías parecían originales y los nuevos espacios administrativos preservaron los exteriores de las históricas piedras rojizas y gran parte de los interiores.  : 142–43  La nueva galería del quinto piso fue financiada por el entonces presidente Leonard Lauder y recibió su nombre de él y su esposa.

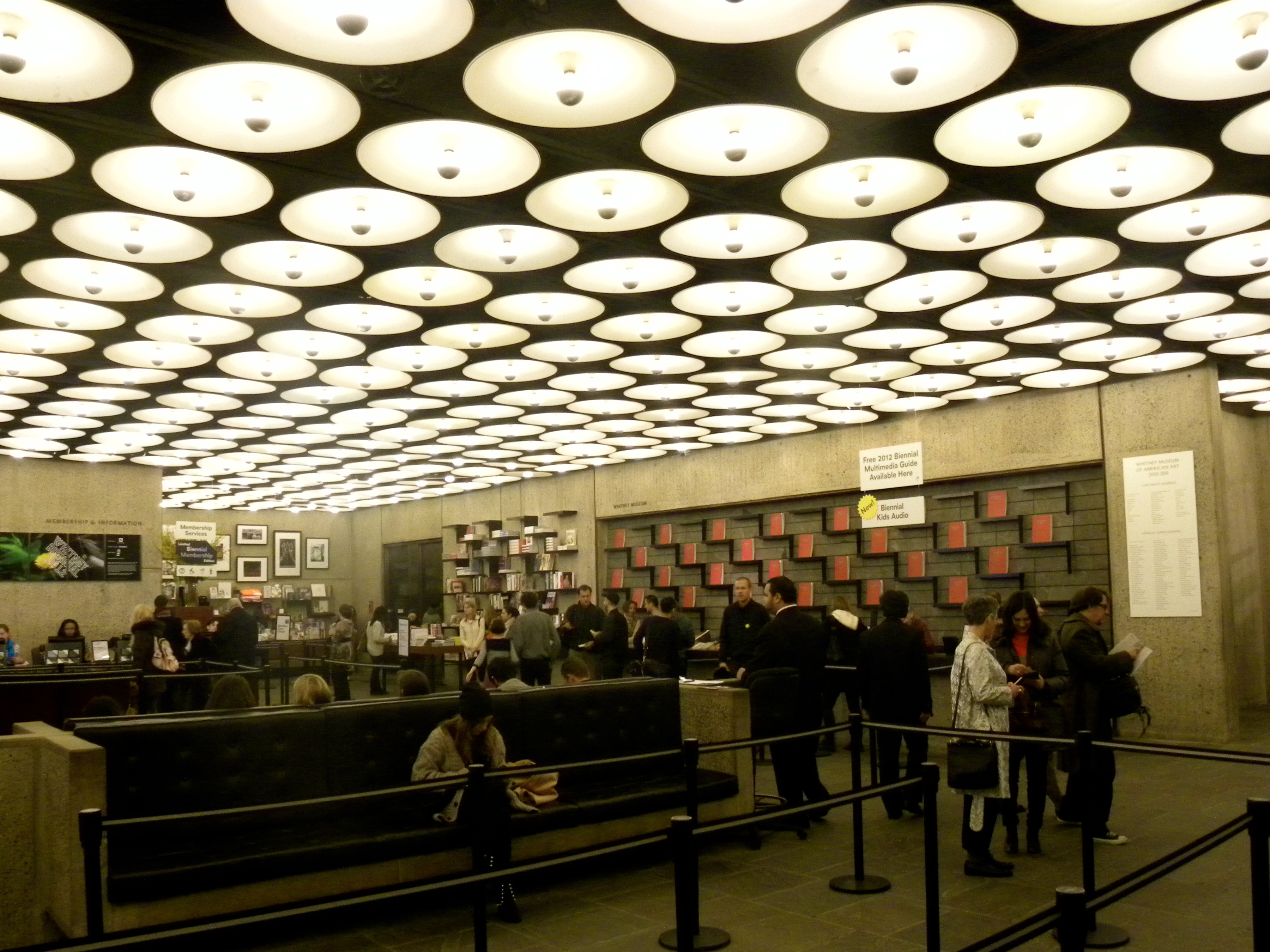
El lobby en 2011

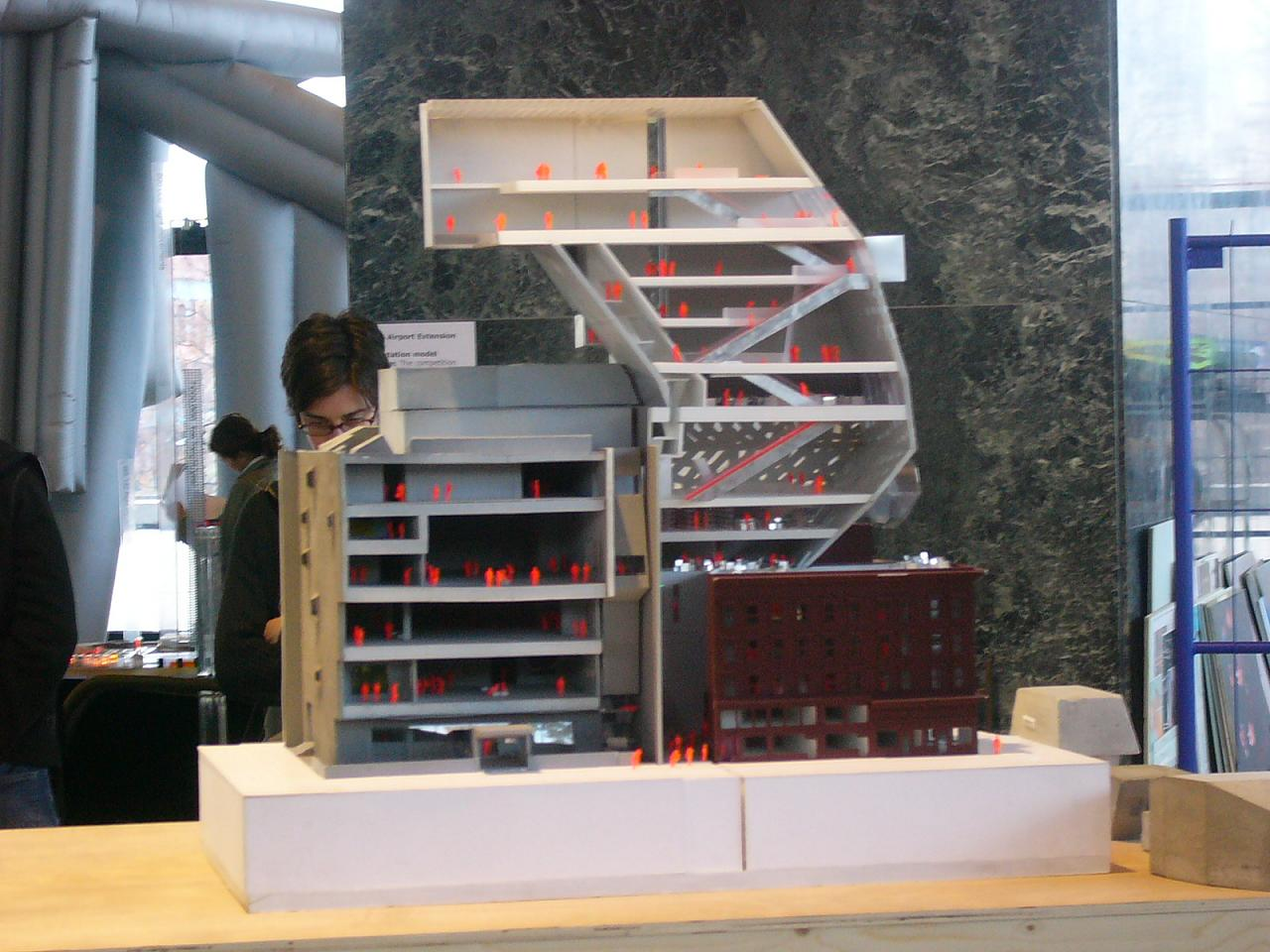
Modelo de propuesta de ampliación del Office for Metropolitan Architecture

En 2001, el Whitney anunció otro plan de expansión para aumentar aún más el espacio, este diseñado por Rem Koolhaas y su firma OMA. El edificio propuesto sería enorme, en voladizo por encima del Breuer Building. El museo mantuvo la propuesta relativamente en secreto y la abandonó en 2003, antes de cualquier proceso de revisión, citando aspectos económicos y un mal momento. El rechazo de la junta llevó a su director Maxwell L. Anderson a renunciar, en comparación con la renuncia de Armstrong III en 1990. : 144–45 
Alrededor de 2005, en medio de nuevas expansiones planificadas, el Whitney hizo demoler y reconstruir el vecino 943 Madison Avenue, y la profundidad del 941 Madison se redujo de 9,5 a 5,1 m. El trabajo fue controvertido, visto por algunos conservacionistas como demasiado severo y por algunos en el campo de la arquitectura como no lo suficientemente audaz.
The Whitney contrató a Renzo Piano para diseñar una adición en 2004; Piano propuso una torre de nueve pisos insertada en el bloque, conectada al Breuer Building con puentes de vidrio. Su propuesta dejaría casi intactos el Breuer Building y las casas de piedra rojizas circundantes. Los conservacionistas trabajaron para salvar dos casas de piedra que serían demolidas; eso, junto con los costos de construcción que se dispararon, condenó en gran medida el proyecto. : 148, 151  Whitney abandonó la propuesta de Piano en 2005 y decidió, en cambio, diseñar un nuevo edificio para el museo en el Lower Manhattan.  : 121  El Whitney operó en esta ubicación hasta 2014, hasta un año después que se mudó a un nuevo edificio en West Village y Meatpacking District.
La última exhibición de Whitney en el edificio fue una retrospectiva de Jeff Koons en 2014; fue la encuesta más grande que Whitney hizo dedicada a un solo artista, y fue uno de los eventos más concurridos de Whitney.
El Whitney todavía mantiene la propiedad del edificio, por lo que sus placas de donantes permanecen, al igual que Dwellings, una obra de arte en miniatura de Charles Simonds, ubicada en la escalera del edificio.

### 2015 – 2020: Met Breuer
El Museo Metropolitano de Arte, buscando construir su presencia en la escena del arte moderno y contemporáneo, acordó arrendar el edificio en 2011, para entrar en vigencia alrededor de 2015. El museo también buscaba exhibir su arte contemporáneo y moderno mientras se renovaba el ala del edificio de la Quinta Avenida, lo que hace que la mudanza sea potencialmente temporal desde el principio. El edificio se sometió a una renovación de casi 13 millones de dólares antes de la inauguración del Met. Esto incluyó una limpieza a fondo, dirigida por Beyer Blinder Belle. Los arquitectos también eliminaron décadas de adiciones, ordenando el vestíbulo de carteles, estantes para postales y cables. Se volvieron a encerar los pisos y las luces del vestíbulo se reemplazaron por bombillas LED personalizadas. La restauración tuvo cuidado de preservar los elementos del envejecimiento natural; Breuer eligió materiales como la madera y el bronce que cambiarían positivamente con el tiempo. 
El Museo Metropolitano de Arte abrió el Met Breuer en 945 Madison Avenue en 2016 y nombró a la sucursal en honor a su arquitecto. El museo albergó su arte contemporáneo en el edificio moderno durante los próximos cuatro años. El Met anunció su plan de entregar el edificio a Frick Collection en septiembre de 2018, descargando tres años de alquiler de su contrato de arrendamiento de ocho años. Se estableció el plan para que Frick se abriera en 2020 en el espacio. Los críticos del Met Breuer vieron la noticia como una confirmación de que la sucursal del Met era una mala idea, y el presidente de la institución afirmó que su futuro estaba en el edificio principal. El Met anunció simultáneamente que renovará sus galerías modernas y contemporáneas, a un costo propuesto de 500 millones de dólares, modificado con respecto al anuncio de 2014 de una renovación de 600 millones. El Met Breuer cuesta 18 millones para operar cada año. El subarrendamiento planificado le costaría a Frick 45 millones, una parte no revelada del contrato de arrendamiento del Met del Museo Whitney.
Originalmente, el museo debía cerrar en julio de 2020, después de su última exhibición, aunque cerró temporalmente durante la pandemia de COVID-19 en marzo de ese año. Ese junio, el Met decidió cerrar su espacio allí de forma permanente, a pesar de la corta duración de la exposición.

### 2021 – presente: Frick Madison

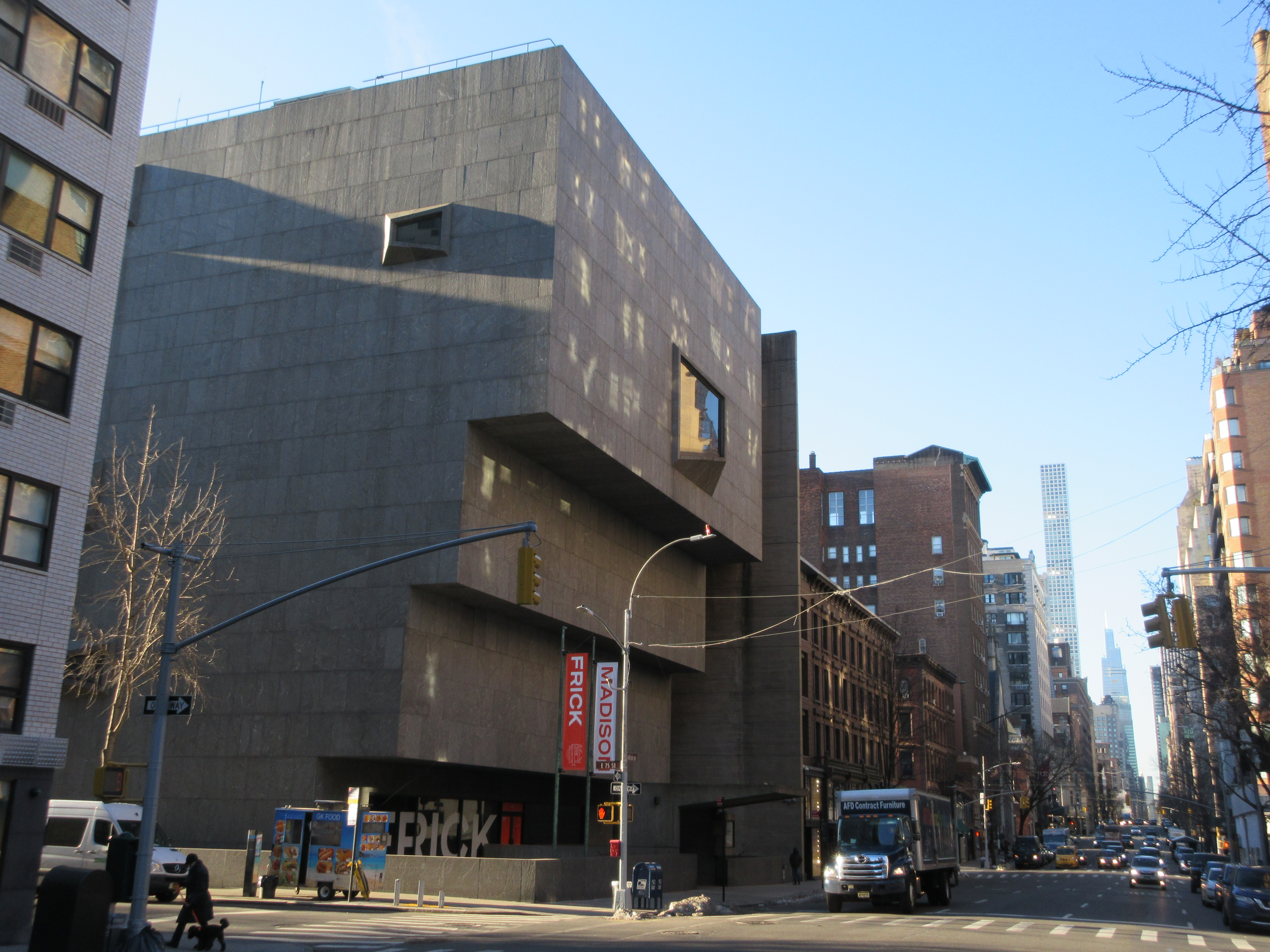
El edificio como el Frick Madison en febrero de 2021

El edificio del museo se inauguró en marzo de 2021 como Frick Madison, una galería temporal de la Colección Frick. El Frick se ha ubicado cinco cuadras al sur desde 1935, aunque en medio de una renovación planificada, el museo funcionará en 945 Madison durante aproximadamente dos años. La Colección Frick buscaba abrir una exhibición temporal durante sus renovaciones planificadas de 2020 a 2022, y buscó el Guggenheim, que solo estuvo disponible durante cuatro meses. En su lugar, el Museo Metropolitano de Arte prestó uso del Breuer Building; el Met había alquilado el edificio al Whitney en un acuerdo que expiraba en 2023. 
La medida se considera notable, dado que Frick nunca presta sus colecciones a otros museos, por lo que Frick Madison es la primera y potencialmente la única vez que se trasladan las obras. El edificio alberga su colección de maestros antiguos, que incluye 104 pinturas, junto con esculturas, jarrones y relojes. A diferencia de la decorativa Frick Mansion, el nuevo escenario es austero, y tampoco hay vidrio protector ni textos descriptivos que acompañen al arte. Las pinturas holandesas y flamencas ocupan el segundo piso, mientras que las obras italianas y españolas ocupan el tercero, junto con las alfombras mogoles y la porcelana china. El cuarto piso presenta obras británicas y francesas. El museo temporal es la segunda ocurrencia reportada de obras no modernas exhibidas en el edificio Modernist Breuer, después de la exhibición inaugural del Met Breuer. Aquí, la Colección Frick mantendrá la cantidad de visitantes, la membresía y la atención del público, en lugar de permanecer cerrada durante dos o más años. La mayor parte de la colección de obras de arte de 1500 piezas se almacenará en el Breuer Building, y alrededor de 300 se exhibirán en el segundo al cuarto piso. 
Las exhibiciones de Frick están escasamente colocadas en paredes de color gris oscuro, y la mayoría de las paredes solo tienen una o dos pinturas. No hay barreras y pocas vitrinas, lo que permite a los invitados ver las obras intactas. Las obras más altas se colocan cerca del suelo, dando la ilusión de entrar en las escenas representadas. No hay placas ni letreros, salvo el nombre del artista en algunos marcos. Se anima a los visitantes a utilizar la aplicación del museo.
El futuro del edificio después de 2023 es incierto. No hay inquilinos anunciados más allá de la Colección Frick, y el Museo Whitney no puede vender el edificio en el futuro previsible. La restricción se estableció en una donación de 131 millones de dólares de Leonard Lauder, expresidente emérito de la junta, la donación más grande en la historia del museo. : 121 

## Impacto

### Recepción de la crítica

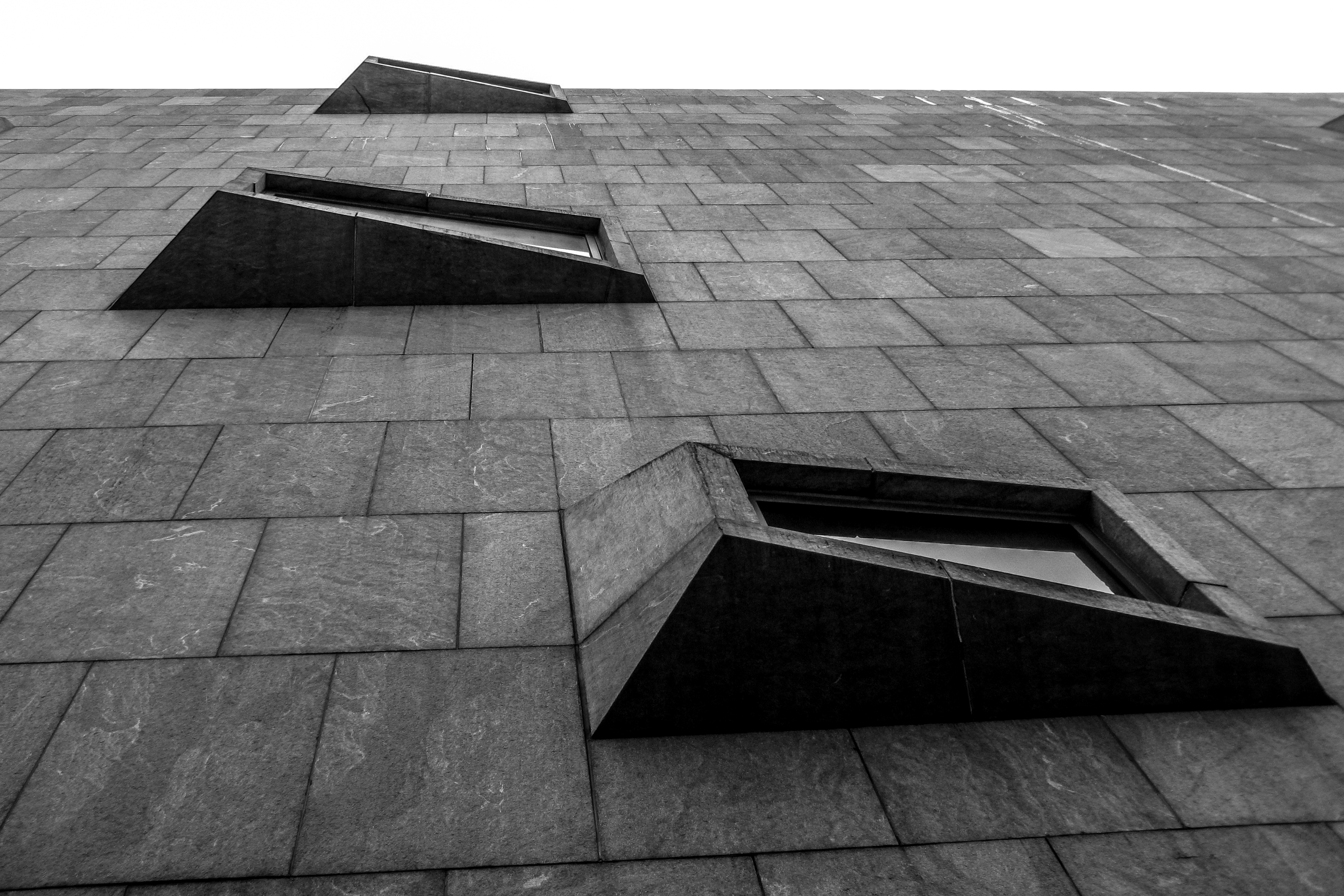
Imponente vista desde el nivel de la calle

El edificio fue controvertido para el público en su inauguración; fue comparado con una fortaleza o un garaje, mientras que algunos lo admiraron por ser llamativo o romántico. Sin embargo, fue bien recibida como obra maestra por la crítica en los años 1960, en arquitectura, arte y revistas y periódicos en general. En 1963, Ada Louise Huxtable del New York Times se refirió al edificio como "duro y atractivo", y un sitio que crece en el espectador lentamente con el tiempo, aunque admitió que era "el edificio más desagradable de Nueva York". Huxtable señaló que el edificio puede ser demasiado severo y lúgubre para el gusto de muchas personas, como se hizo eco de la crítica de arte Emily Genauer en el mismo año, quien lo llamó "opresivamente pesado", y lo acuñó notablemente como "el monstruo de Madison Avenue". Progressive Architecture, en 1966, criticó la fachada de la calle 75 por ser incongruente con la fachada de Madison Avenue y por parecer vacía salvo por sus esculturales ventanas.
En 2010, el crítico de arquitectura Christopher Gray llamó 'intratable y amenazante', tal vez 'el trabajo más belicoso de Nueva York de la arquitectura'. En respuesta, la historiadora de la arquitectura Victoria Newhouse calificó al museo como uno de los más exitosos del mundo; había viajado a cientos para escribir dos libros sobre arquitectura de museos. Incitó a Huxtable a dar una nueva declaración en apoyo del edificio, después de que Gray había sacado sus palabras de contexto en su revisión.
Breuer y Whitney buscaron construir una estructura controvertida. El escrito de la comisión de Breuer (contradiciéndose a sí mismo) le decía que creara una estructura asertiva o incluso controvertida que representara el arte experimental de Whitney, y con una definición clara y monumentalidad, aunque con el objetivo de ser "lo más humano posible" y reflejar la costumbre del museo de "calidez e intimidad ". : 123  Los críticos apoyaron el controvertido diseño; Peter Blake afirmó que "Cualquier museo de arte que, de alguna manera, no sacuda el vecindario es al menos un fracaso parcial. Cualquier otra cosa que el museo de Breuer pueda hacer a sus vecinos, nunca los aburrirá ".
El diseño del museo le valió a Marcel Breuer el premio Albert S. Bard a la excelencia en arquitectura y diseño urbano de 1968, y un premio de honor de 1970 del AIA Journal. : 126 

### Designaciones de puntos de referencia
Architectural Forum, en 1966, declaró que el edificio estaba "destinado a ser un hito". Fue incluido por primera vez en 1981, como una estructura que contribuye al Distrito Histórico del Upper East Side (según lo designado por la Comisión para la Preservación de Monumentos Históricos de Nueva York). A pesar de esto, fue incluido como una estructura no contribuyente en el distrito del Registro Nacional de Lugares Históricos (NRHP) del mismo nombre en 1984. El museo se agregó de forma independiente al Registro Estatal de Lugares Históricos en junio de 1986 y se consideró elegible para una entrada independiente en el Registro Nacional en septiembre de ese año. En 2006, se revisó la lista de distritos históricos del NRHP, y una de las modificaciones fue incluir ahora el edificio del museo como una estructura contribuyente.

### Influencia

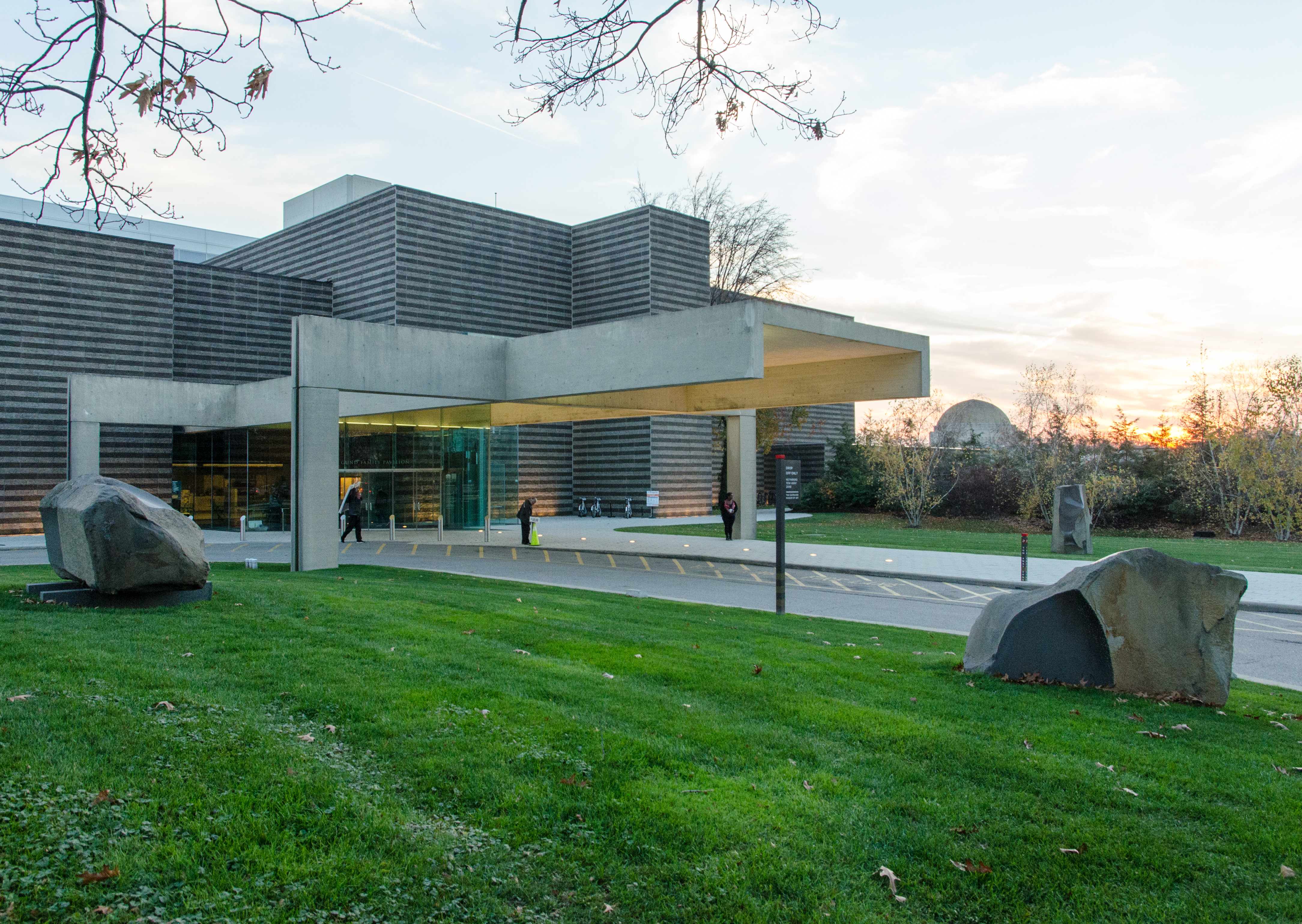
Entrada norte del Museo de Arte de Cleveland

El edificio llegó a definir la imagen del Museo Whitney, como su hogar icónico durante casi 50 años. : 121–2 
El trabajo de Marcel Breuer con el Museo Whitney provocó una invitación a diseñar para el Museo de Arte de Cleveland. Breuer fue la única persona invitada a enviar un diseño para su ala norte, ya que mostró comprensión de las necesidades del museo y comprensión de los materiales con el proyecto Whitney. El ala de Breuer se inauguró en 1971, diseñado con similitudes con el Museo Whitney, incluyendo un dosel de entrada de hormigón en voladizo en el exterior y una rejilla de artesonado suspendido en el interior.
El trabajo de Breuer para el Whitney también influyó en el director de la Biblioteca Pública de Atlanta, Carlton C. Rochell, quien nominó a Breuer para diseñar una nueva biblioteca central; Breuer y su socio Hamilton Smith ganaron la comisión, junto con la firma de Atlanta Stevens & Wilkinson. La Biblioteca Central de Atlanta, terminada en 1980, se considera una "progresión segura" del diseño de Whitney.
El Breuer Building también influyó en el diseño del nuevo Museo Whitney en el Bajo Manhattan, diseñado por Renzo Piano. El edificio, inaugurado en 2015, también cuenta con placas de piso en voladizo que se extienden progresivamente sobre una parte de la calle; Ambos edificios del museo también cuentan con ascensores de gran tamaño.
Una exhibición de 2017 en el Met Breuer, Breuer Revisited: New Photographs by Luisa Lambri y Bas Princen, presentó fotografías artísticas de cuatro de las obras de Marcel Breuer, incluida la 945 Madison Avenue.